# Distretto di Beni Yenni
Il distretto di Beni Yenni è un distretto della provincia di Tizi Ouzou, in Algeria.

## Comuni
Il distretto di Beni Yenni comprende 3 comuni:
- Beni Yenni
- Iboudraren
- Yatafen